# Bugarsko-hrvatski odnosi
|          |          |
| Hrvatska | Bugarska |

Bugarsko-hrvatski odnosi odnose se na bilateralne međunarodne odnose između Bugarske i Hrvatske.

## Povijest
Međusobni odnosi započinju sukobima; prvo 855. godine, između kana Borisa i kneza Trpimira te kasnije između cara Simeona i kralja Tomislava, oko 926. i 927. godine. Sukobi se nastavljaju i 998./999. godine provalom cara Samuila u Dalmaciju.
Godine 1230. bugarski car Ivan Asen II. dubrovačkim trgovcima daje povlastice. Godine 1253. Bugari sklapaju s Dubrovčanima ugovor protiv srpskoga kralja Uroša I.
Godine 1861. nadbiskup Strossmayer vlastitim troškom u Zagrebu daje tiskati djelo braće Miladinov „Bugarske narodne pjesme”. O „istočnom pitanju” u okviru bugarskog pitanja raspravljali su u svojim djelima Kukuljević-Sakcinski, Eugen Kvaternik, Ante Starčević, Franjo Rački i drugi. Jugoslavenska akademija znanosti i umjetnosti, koju su utemljelili biskup Strossmayeru i Franjo Rački 1866. godine, tiska izdanja bugarske tematike te počinju uspostavljati odnose s Bugarskim književnim društvom. Uz njihovu su potporu još 1863. godine u Hrvatsku počeli dolaziti bugarski studenti kako bi se obrazovali. Hrvatski odvjetnik V. Perec u Plovdivu 1862. godine počinje izdavati prvi bugarski pravni časopis pod nazivom „Zakonodavac”.
Za vrijeme srpsko-bugarskih ratova (1885.), Hrvati su sudjelovali kao dragovoljci. Od 1880. do 1916. godine razni hrvatski tiskari su djelovali u Sofiji te su imali društvo „Hrvatska zadruga”. Godine 1911. Stjepan Radić posjećuje Bugarsku, a 1917. godine piše knjigu „Obnovljena Bugarska”. U njoj govori kako su „od svih Slavena Bugari najbliži i najsimpatičniji Hrvatima”. Godine 1929. Ante Pavelić i Gustav Perčec za vrijeme posjeta Sofiji sklapaju s V. Mihajlovim sporazum o borbi protiv diktature kralja Aleksandra, s ciljem da se Hrvatska i Makedonija odvoje od Jugoslavije. Za vrijeme Drugog svjetskog rata postojala je bugarska ambasada u Zagrebu te hrvatska ambasada u Sofiji. Djelovala su i „Hrvatsko-bugarsko društvo” u Zagrebu te „Bugarsko-hrvatsko društvo” u Sofiji te je izlazio almanah „Zagreb-Sofija” (1941.).
Dana 15. siječnja 1992. godine Bugarska je priznala nezavisnost Republike Hrvatske.

## Poveznice
- Hrvati u Bugarskoj
- Hrvatsko-bugarski ratovi

### Knjige
- Božilova, Rumjana. 2002. Bugarsko-hrvatski odnosi tijekom 11 i pol stoljeća.   Čizmić, Ivan (ur.). Zbornik uz 70. obljetnicu života Dragutina Pavličevića (PDF). Institut društvenih znanosti Ivo Pilar. Zagreb. str. 99–107